# Qian Yong
Qian Yong ou Ch'ien Yung ou Ts'ien Yong, est un peintre graveur et calligraphe chinois des XVIIIe et XIXe siècles, né en 1759 et mort en 1844. Ses origines ne sont pas connues.

## Biographie
Calligraphe, peintre et graveur de sceaux, Qian Yong est l'auteur d'un traité d'esthétique, le Lüyuan Huaxue, qui reste assez méconnu bien qu'il ne soit pas sans intérêt.
L'ouvrage se divise en deux parties concernant respectivement la théorie esthétique et l'histoire (biographies d'artistes).
Les opinions de l'auteur s'avèrent justes et nuancées, dénuées de préjugés et relevées, par moments, d'idées originales.

## Propos sur le pinceau et l'encre, de Qian Yong
Ces deux éléments, d'une part, le pinceau qui représente la structure graphique de la peinture, et d'autre part l'encre qui représente les modulations de ton, de luminosité et d'atmosphère,sont donc étroitement complémentaires: « Du moment qu'on a le pinceau et l'encre, on est un maître; avoir le pinceau et pas l'encre est une faute; avoir l'encre mais pas le pinceau est une faute également » (Qian Yong, in Meishu, vol. 1, page 182.